# Breguet Bre 5
Il Breguet Bre 5, citato anche come Type V o semplicemente Breguet 5, era un caccia biplano prodotto dall'azienda francese Société anonyme des ateliers d'aviation Louis Breguet negli anni dieci del XX secolo.
Caratterizzato dalla singolare configurazione ad elica spingente, venne adottato dalla Aéronautique Militaire, la componente aerea delle forze armate francesi, durante le prime fasi della prima guerra mondiale, ricoprendo essenzialmente il ruolo di caccia di scorta ai velivoli in missione di bombardamento per essere successivamente adattato lui stesso per missioni di bombardamento notturno.
Essendo stati prodotti negli stabilimenti della Michelin sono anche citati anche come Breguet M.5 (M per Michelin) o Breguet-Michelin BM.5.

## Versioni
Bre 5 Ca.2
versione caccia di scorta di produzione francese equipaggiata con un motore Renault 12Fb ed armata o con una mitragliatrice calibro 7,7 mm o con un cannone calibro 37 mm.
Bre 5 B.2
versione bombardiere notturno.
Grahame White G.W.19
versione prodotta su licenza dalla britannica Grahame-White destinata al Royal Naval Air Service equipaggiata con un motore Rolls-Royce Falcon.

## Utilizzatori
Francia
- Aéronautique Militaire